# Härligt men farligt
Härligt men farligt (engelska: Nice Girl?) är en amerikansk musikalfilm med komedinslag från 1941 i regi av William A. Seiter.

## Rollista i urval
- Deanna Durbin - Jane Dana
- Franchot Tone - Richard Calvert
- Walter Brennan - Hector Titus
- Robert Stack - Don Web
- Robert Benchley - Oliver Wendall Holmes Dana
- Helen Broderick - Cora Foster
- Ann Gillis - Nancy
- Anne Gwynne - Sylvia
- Elisabeth Risdon - Martha Peasley